# Донски манастир
Донски манастир је ставропегијски мушки манастир Руске православне цркве у Москви. Основан је 1591. године на месту руског града након одбијања напада Кримског Кана Газе II Гираи. Манастир је затворен 1918. године након комунистичког преврата и обрачуна са црквом. Оживљен је 1991. године.

## Историја
Донски манастир основао је цар Фјодор I Звонар 1591. године у част победе руских трупа током кампање кримског кана Газа Гираи. Подигнут је на месту војног логора одреда Бориса Годунова и цркве св. Сергија Радоњешког. Објекат је довршио стварање одбрамбеног полукруга на прилазима Москви из јужних степа, који су укључивали и раније изграђене манастире-тврђаве: Андроников, Новоспаски, Симонов, Данилов и Новодевични манастир. Име манастира добио је у част иконе Богородице донске, иконописане, вероватно, у XIV веку од стране Теофана Грка. Према легенди, на овај начин, св. Сергије Радонежски је благословио великог војводу Дмитрија Ивановића и његове војнике у бици на Куликову.
Прво изграђени објекат манастира био је храм иконе Богородице Донске, названа Стари или Мали. Изграђен је, вероватно, по пројекту архитекте Фјодора Конија. Био је то једнокрилни храм са олтарским апсидама. Није одговарао класичном типу манастирске цркве и личило је тадашњим жупним црквама. 
Током Смутних времена Мали храм је опљачкан и уништен.
У време владавине Михаила I Федоровича, манастир је поправљен и делимично обновљен. Године 1650. манастир је додељен је Андрејевском манастиру. Године 1673. један мали трпезаријски део био је повезан са Малим храмом. Пет година касније, у знак сећања на победу над Турцима под Чигирином, подигнута су два храма, покривена лукастим куполама: јужна - у част св. Сергија Радонежког, на северу - у сећање на великог мученика Теодора Стрателата. Године 1679. црква је осликана изографима Леонтија Чулкова и Фјодора Евтајеваа. Године 1687. манастир је обновио монаштво и независни статус.
Изградња Великог храма почео је 1684. године. Године 1686. подигнута је купола, али је онда престала изградња због почетка кримске кампање и трошења монашке ризнице. Друга фаза изградње почела је две године касније и завршена је 1698. године. Храм је изведен у наршинском стилу и постављен на високом подруму, куполе су постављене у правцу основних праваца. 
Током 18. века формиран је величанствени манастирски комплекс. Од 1686. до 1711. године, манастирски камени зид подигнут је са дванаест кула средствима Јакова Кирилова.
Подизање звоника над западним вратима почело је 1730. године и изведен је под надзором три руска архитеката: од 1730. до 1733. - Пиетро Антонио Трезини, 1749. - Дмитрије Укхтомски, звоник Алексеја Евлавхева завршен је 1750-1753. По завршетку радова, звона су подигнута и сат је постављен. Две године касније, према захтеву грофице Софије Головине, посветили су цркву светом Захарију и Јелисавети.
На подручју манастира подигнута је 1758-1760. године једноспратна камена зграда монашких ћелија. Године 1771. епископ Амврозсје (Зертис-Каменски) је страдао током немира у манастиру. Бојећи се епидемије, наредио је да се икона Мајке Божје склони. Сахрањен је у цркви у Старом Дону.
Од 1782. до 1785. године италијански уметник Антоније Клаудо осликао је зидове Великог храма еванђеоским и библијским сценама. 
Током инвазије Француза на Москву у манастиру Донском налазио се део пуковније другог коњичког пука. Војници су се сместили у монашке ћелије, са својим коњима. Манастир је опљачкан: круне су украдене са икона, позлата, огртачи и сви драгоцени украси. У многим келијама су подови, врата, оквири, преграде уништени. Уз помоћ атамана донске козачке војске грофа Матеја Платова обновљено је братство и направљене су нове иконе на иконостасу Великог храма.
Године 1834. почела је радити верска школа у којој су ученици обучавани за полазак у богословију. У манастиру је постојала и иконописачка школа.
Године 1914. на територији Новог Донског гробља, манастир је посветио храм у Св. Серафима Саровском и Ане Кашинске. Године 1927. манастир је претворен у крематоријум.
Након Октобарске револуције, 1918. године, због преврата, Донски манастир, као и многе друге верске институције, био је затворен. Од 1922. патријарх московски и све Русије Тихон држан је у притвору у бившим благајничким одајама на северним вратима манастира. У децембру 1924. године извршен је покушај убиства његовог келијника Јакова Полозова. Тихон је умро годину дана касније, 25. марта, у клиници Бакунин у Остозхенки и сахрањен је у Малом храму. Убрзо након хапшења патријарховог заменика митрополита Петра, 1925. године, одржан је састанак десет епископа у манастиру, којим је председавао епископ Јекатеринбуршки Грегорије, који је формирао Привремени високи црквени савет, који је означио почетак грегоријанског раскола.
До 1926. године манастир је уврштен у спискове Московског одељења за национално образовање као музеј историје и културе који је отворен за јавност. Исте године пребачен је у управу музејског одељења Главнаука. Године 1929. музеј је затворен, заједница је ликвидирана, а на њихово место почео је деловати Антирелигијски музеј уметности. Вредни документи из 18-19. века премештении су из архива манастира у државни архив - у Руски државни архив древних аката и Централни историјски архив у Москви.
Године 1934. у манастир је смештен Музеј архитектуре, који припада Архитектонској академији Совјетског Савеза. 
У периоду од 1946. до 1960. године обновљено је богослужење у Малом храму. За време хрушчовљевих прогона, предложено је да се црква затвори, али је митрополит Крутитски и Коломна Пимен успео да га сачува.
Дана 30. октобра 1990. године, одлуком Извршног одбора града Москве, седам цркава манастира Донског враћено је Руској православној цркви. У мају 1991. године у манастиру је оживљен монашки живот. Први игуман је именован за архимандрита Агатодора (Маркевич). Исте године, у част 400. годишњице постојања манастира, одржана је литија коју је водио патријарх Алексеј II. У фебруару 1992. године, током реконструкције Малог храма, откривен је ковчег са моштима патријарха Тихона.
- Иконостас
- Иконостас цркве св. Јована Златоустог
- Храм Светог Тихона
- Храм Михаила Архангела, 2010 год
- Мозаична икона Спаситеља у Донском монастиру